# Distretto di Cracovia
Il distretto di Cracovia (in polacco powiat krakowski) è un distretto polacco appartenente al voivodato della Piccola Polonia.

## Geografia antropica

### Suddivisioni amministrative
Il distretto è diviso in 17 comuni (cinque urbano-rurali e 12 rurali). Sono elencate nella seguente tabella, in ordine discendente di popolazione.
| Comune                 | Tipo          | Superficie (km²) | Popolazione (2006) | Sede            |
| Skawina                | urbano-rurale | 100.2            | 41,445             | Skawina         |
| Krzeszowice            | urbano-rurale | 139.4            | 31,418             | Krzeszowice     |
| Zabierzów              | rurale        | 99.6             | 22,387             | Zabierzów       |
| Zielonki               | rurale        | 48.4             | 15,740             | Zielonki        |
| Liszki                 | rurale        | 72.0             | 15,636             | Liszki          |
| Słomniki               | urbano-rurale | 111.4            | 13,589             | Słomniki        |
| Kocmyrzów-Luborzyca    | rurale        | 82.5             | 13,199             | Luborzyca       |
| Czernichów             | rurale        | 83.8             | 12,851             | Czernichów      |
| Mogilany               | rurale        | 43.6             | 11,141             | Mogilany        |
| Jerzmanowice-Przeginia | rurale        | 68.4             | 10,432             | Jerzmanowice    |
| Skała                  | urbano-rurale | 74.3             | 9,635              | Skała           |
| Wielka Wieś            | rurale        | 48.1             | 9,316              | Wielka Wieś     |
| Świątniki Górne        | urbano-rurale | 20.2             | 8,619              | Świątniki Górne |
| Iwanowice              | rurale        | 70.6             | 8,292              | Iwanowice       |
| Michałowice            | rurale        | 51.3             | 7,729              | Michałowice,    |
| Igołomia-Wawrzeńczyce  | rurale        | 62.6             | 7,661              | Wawrzeńczyce    |
| Sułoszowa              | rurale        | 53.4             | 5,880              | Sułoszowa       |